# Cyberspace (jeu de rôle)
Pour les autres significations, voir Cyberespace.
Cyberspace est un jeu de rôle sur table américain édité en 1989 par la société ICE. Les aventures se déroulent en 2090, à San Francisco, dans un univers de science-fiction cyberpunk. Le jeu utilise un système de règles dérivé de celui de Rolemaster/Spacemaster.